# 페토라넬로델몰리세
페토라넬로델몰리세(이탈리아어: Pettoranello del Molise)는 이탈리아 몰리세주 이세르니아도의 코무네다. 캄포바소로부터 서쪽 30km 이세르니아 남동쪽 6km 거리에 있다.